# Liste des évêques et archevêques de Rossano
Cette liste recense les évêques et archevêques qui se sont succédé à la tête du diocèse puis archidiocèse de Rossano. En 1979, l'archidiocèse de Rossano et le diocèse de Cariati sont unis aeque principaliter et pleinement unis en 1986 donnant naissance à l'archidiocèse de Rossano-Cariati.

## Évêques de Rossano
- Saturnino † (cité 680)
- Cosma I † (cité  820)
- Dionigi † (cité  1123)
- Cosma II † (1186 - vers 1197)
- Pasquale † (1198 - 1218)
- Basilio I † (1218 - 1239)
- Basilio II † (1239 - ?)
- Elia † (1254 - ?)
- Angelo I † (1266 - 1287)
- Paolo † (1287 -  1295)
- Basilio III † (1300 - ?)
- Ruggero † (1306 - 1312)
- Gregorio † (1312 - ?)
- Giacomo † (1316 - 1338)
- Giovanni Cosentino † (1338 - 1348)
- Gregorio de Decano † (1348 - 1365)
- Isaia, O.S.B. † (1365 - ? )
- Giovanni da Gallinaro, O.F.M. † (1373 - 1373)
- Giovanni III † (1373 - ?)
- Antonio Trara † (1377 - dopo il 1380)
- Nicola † (vers 1385 - 1394)
  - Giovanni Stalloni † (1385 - ?) (anti-évêque)
  - Roberto Giovanni † (1387 - ?) (anti-évêque)
- Gerardo † (1394 -  1399)
- Nicola † (1399 - 1403)
- Giovanni V † (1403 - 1405)
- Bartolomeo Gattola † (1406 -  1421)
- Nicola da Cascia, O.F.M. † (1422 - 1429)
- Angelo II † (1429 -  1433)
- Stefano † (1433 - 1434)
- Antonio Roda † (1434 - 1442)
- Nicola de Martino † (1442 - 1447)
- Giacomo della Ratta † (1447 - 1451)
- Domenico de Lagonessa † (1452 - 1459)

## Archevêques de Rossano
- Matteo de Saraceni, O.F.M. † (1460 - 1481)
- Nicola Ippoliti † (1481 -  1493)
- Giovanni Battista Lagni † (1493 - vers 1500)
  - Bernardino López de Carvajal † (1508 -  1519) (administrateur apostolique)
  - Juan Rodríguez de Fonseca † (1519 -  1524) (administrateur apostolique)
  - Pompeo Colonna † (1525 -  1525) (administrateur apostolique)
- Vincenzo Pimpinella † (1525 - 1534)
- Francesco Colonna † (1534 - 1544)
- Girolamo Verallo † (1544 - 1551)
- Paolo Emilio Verallo † (1551 -  1553)
- Giovanni Battista Castagna † (1553 -  1573)
- Lancillotto Lancillotti † (1573 - 1580)
- Lelio Giordano † (1580 - 1581)
- Silvio Savelli † (1582 - 1588)
- Scipione Floccaro † (1589 - 1592)
- Lucio Sanseverino † (1592 -  1612)
- Mario Sassi † (26 novembre 1612 -  1615)
- Girolamo Pignatelli, C.R. † (1615 - 1618)
- Ercole Vaccari † (1619 -  1624)
- Paolo Torelli † (1624 - 1629)
- Pietro Antonio Spinelli † (1629 -  1645)
- Giacomo Carafa † (1646 - 1664)
- Carlo Spinola, O.S.M. † (1664 -  1671)
- Angelo della Noce, O.S.B. † (1671 - 1675)
- Girolamo Orsaja, O.M. † (1676 -  1683)
- Girolamo Compagnone † (1685 -  1687)
- Andrea de Rossi, C.R. † (1688 -  1696)
- Andrea Adeodati, O.S.B. † (1697 -  1713)
- Francesco Maria Muscettola, C.R. † (1717 - 1738)
- Stanislao Poliastri † (1738 - 1762)
- Guglelmo Camaldari † (1762 -  1778)
- Andrea Cardamone † (1778 -  1800)
  - Sede vacante (1800-1804)
- Gaetano Paolo de Miceli, P.O. † (1804 -  1813)
  - Sede vacante (1813-1818)
- Carlo Puoti † (1818 -  1826)
- Salvatore de Luca † (1827 - 1833)
- Brunone Maria Tedesco † (1835 - 1843)
- Pietro Cilento † (1844 - 1877)
  - Sede vacante (1877-1889)
- Salvatore Palmieri † (1889 -  1891)
- Donato Maria Dell'Olio † (1891 -  1898)
- Orazio Mazzella † (1898 - 1917)
- Giovanni Scotti † (1918 -  1930)
- Domenico Marsiglia † (1931 - 1948)
- Giovanni Rizzo † (1949 - 1971)
- Antonio Cantisani (1971 -  1980)
- Serafino Sprovieri (1980 - 1986)

## Archevêques de Rossano-Cariati
- Serafino Sprovieri (1986 -  1991)
- Andrea Cassone † (1992 - 2006)
- Santo Marcianò (it), (2006-2013)
- Giuseppe Satriano (2014-2021)
- Maurizio Aloise, depuis 2021